# John Cropp
John Urquhart Cropp (conocido como Jack Cropp; 23 de mayo de 1927-25 de junio de 2016) fue un deportista neozelandés que compitió en vela en la clase 12 m2 Sharpie. Participó en los Juegos Olímpicos de Melbourne 1956, obteniendo una medalla de oro en la clase 12 m2 Sharpie.

## Palmarés internacional
| Juegos Olímpicos | Juegos Olímpicos      | Juegos Olímpicos | Juegos Olímpicos |
| Año              | Lugar                 | Medalla          | Clase            |
| ---------------- | --------------------- | ---------------- | ---------------- |
| 1956             | Melbourne (Australia) | Medalla de oro   | 12 m2 Sharpie    |